# Zakrzówek
Zakrzówek - antiguamente un pueblo, ahora zona de Cracovia en el barrio VIII Dębniki. Las primeras menciones sobre Zakrzówek datan del año 1238.

## Origen del nombre

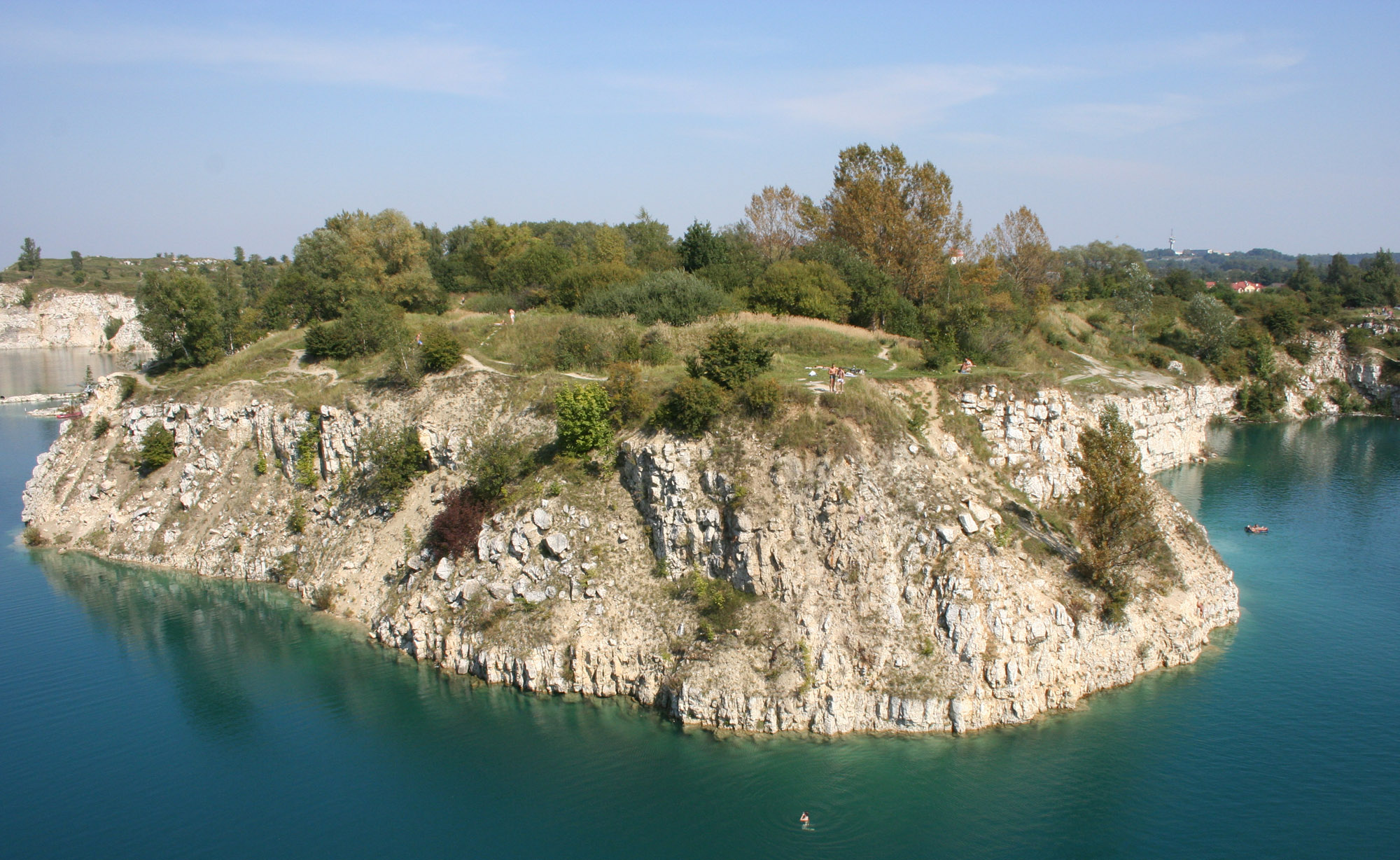

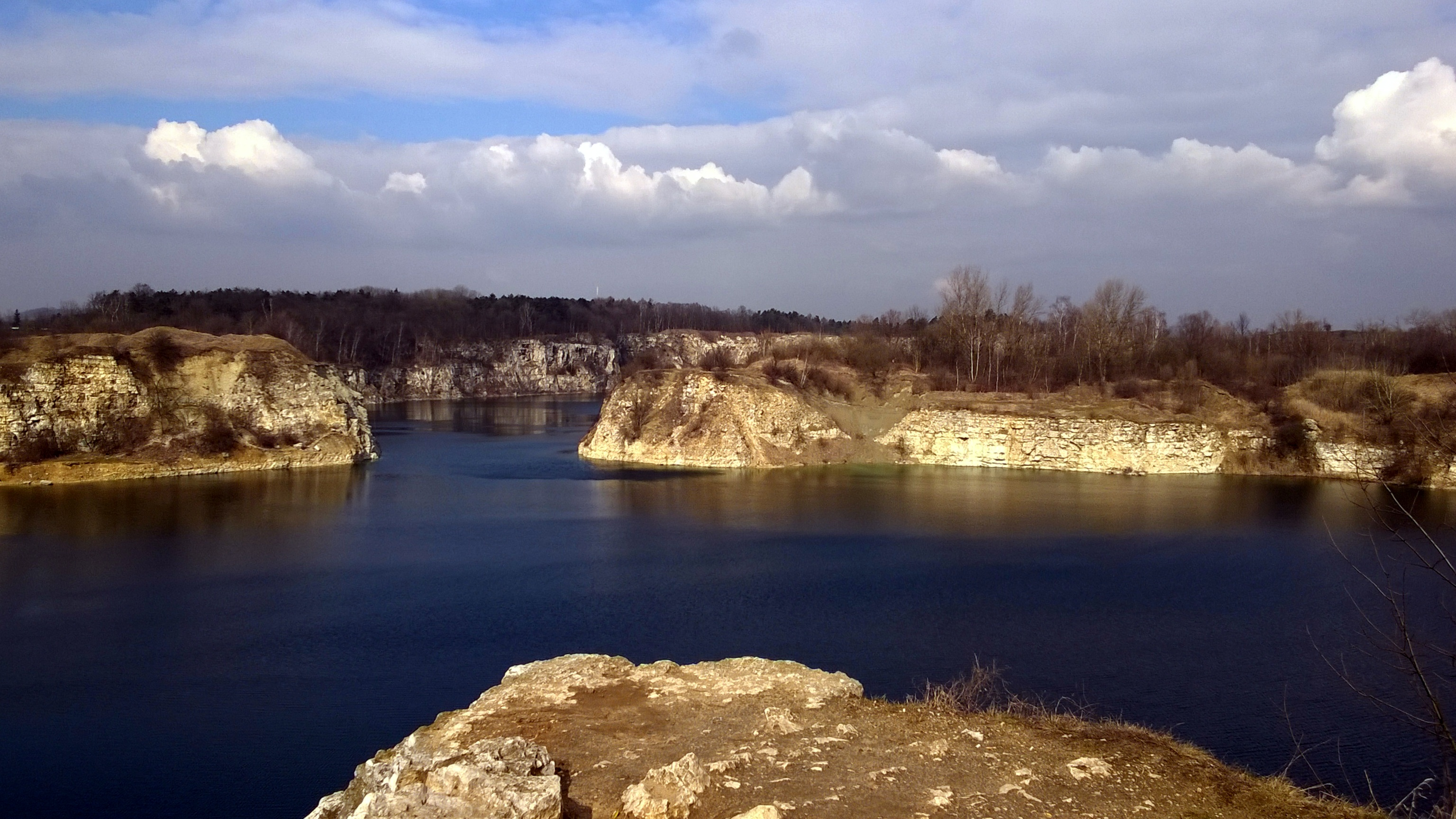

Según la leyenda un hechicero legendario del folclore polaco Twardowski, tuvo una escuela de magia cerca de un acantilado; un día su laboratorio explotó y en consecuencia se formaron las rocas, luego denominadas „Skalki Twardowskiego”. En realidad el nombre de las rocas comenzó a asociarse con Twardowski a finales del siglo XIX, ya que esta había sido la verdadera ubicación de su laboratorio (Krzemionki Podgórskie en Podgórze). El término topográfico Zakrzówek significa „un lugar detrás de los arbustos”. 
Durante la Segunda Guerra Mundial en Zakrzówek funcionaba una cantera donde los nazis empleaba a trabajadores forzados. Uno de ello fue Karol Wojtyła. En 1990 la cantera de Zakrzówek fue inundada. El presente embalse consta de dos cuencas conectadas por un istmo. Las orillas son un lugar muy popular entre los cracovienses, a pesar de la prohibición de bañarse,  debido al alto riesgo de accidentes.

## Buceo
El buceo está permitido y lo organiza el arrendatario del embalse - el Centro de Buceo „Kraken”. Debajo de la superficie del agua, a la profundidad de entre 7 y 31 metros , se encuentran: un turismo polaco fiat 125p, un autobús, una furgoneta, unos barcos y el vestidor de las antiguas piscinas. Otro objeto sumergido es una tabla de granito en honor del papa polaco Juan Pablo II.
La profundidad máxima es de 32 metros. La visibilidad bajo el agua alcanza 15 metros.  El embalse de Zakrzówek, gracias a sus paredes verticales de cal y la buena claridad del agua es uno de los mejores lugares para el buceo en Polonia. 

## Peñas de Twardowski
En el barrio de Debniki, cerca de Zakrzówek, hay unas peñas y paredes de cal denominadas „Peñas de Twardowski”. Es una antigua cantera de cal, explotada hasta 1990. Desde el año 2002 la urbanización de los terrenos alrededor de Zakrzówek es el tema de un acalorado debate publicó.
- Datos: Q9386136
- Multimedia: Zakrzówek (Kraków) / Q9386136